# Milà (ocell)
Els milans són ocells rapinyaires de llargues ales i potes primes. Les espècies pròpies d'Europa passen molt de temps en l'aire, deixant-se portar pels corrents tèrmics. Poden caçar preses vives, però es nodreixen principalment de preses mortes.
La paraula milà ve del llatí vulgar "milanus" i aquest del llatí clàssic "milvus" amb el que eren designats els membres de les dues espècies natives d'Europa, el milà negre (Milvus migrans) i el milà reial (Milvus milvus). Més tard, per extensió, es va donar el nom de milà a altres ocells de la família dels accipítrids (Accipidridae), d'aspecte semblant i propis d'altres indrets. Així, el Diccionari dels ocells del món recull 14 espècies amb aquesta denominació:
- Membres de la subfamília Buteoninae, tribu Harpagini.
  - milà bidentat cuixa-roig (Harpagus diodon).
  - milà bidentat pit-roig (Harpagus bidentatus).
- Membres de la subfamília Buteoninae, tribu Milvini.
  - milà negre (Milvus migrans).
  - milà reial (Milvus milvus).
  - milà capblanc (Haliastur indus).
  - milà xiulador (Haliastur sphenurus).
- Membres de la subfamília Perninae.
  - milà blanc (Leptodon forbesi).
  - milà capgrís (Leptodon cayanensis).
  - milà cuaforcat (Elanoides forficatus).
  - milà cuaquadrat (Lophoictinia isura).
  - milà becganxut (Chondrohierax uncinatus).
  - milà de Cuba (Chondrohierax wilsonii).
  - milà pitnegre (Hamirostra melanosternon).
- Membres de la subfamília Harpiinae.
  - milà dels ratpenats (Macheiramphus alcinus).

## Galeria d'imatges

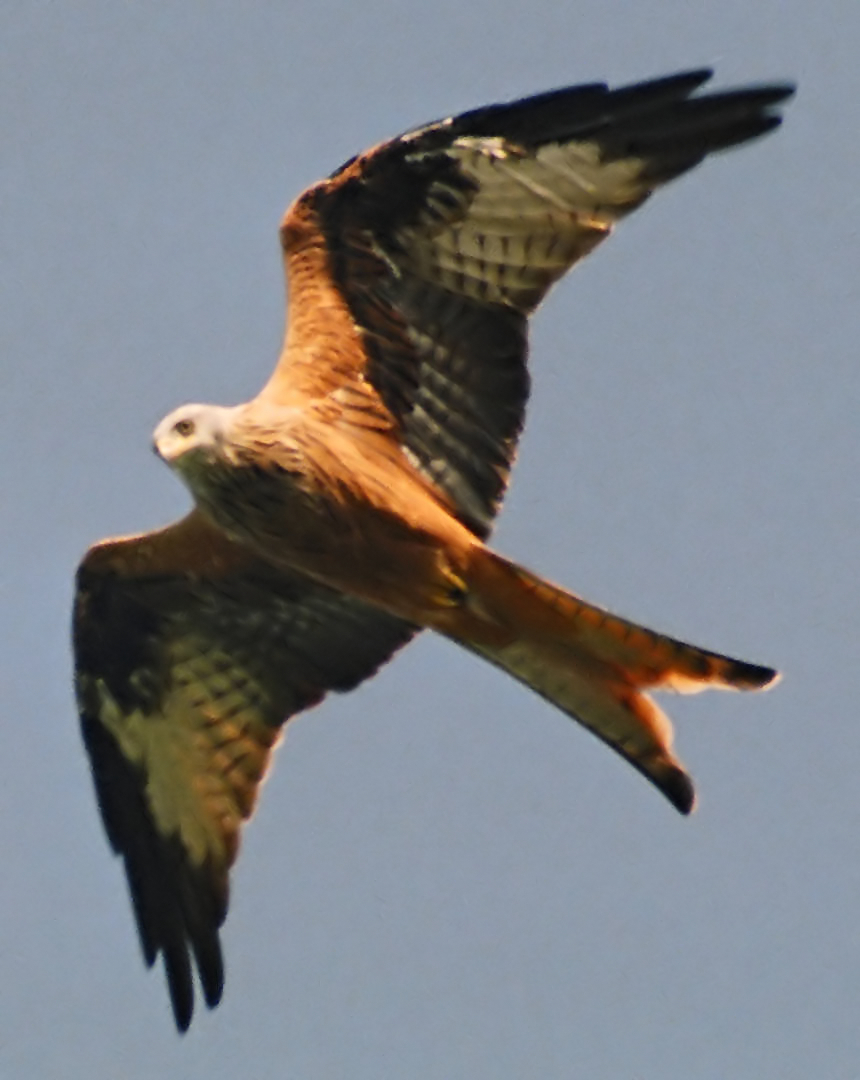
Milà reial (Milvus milvus)
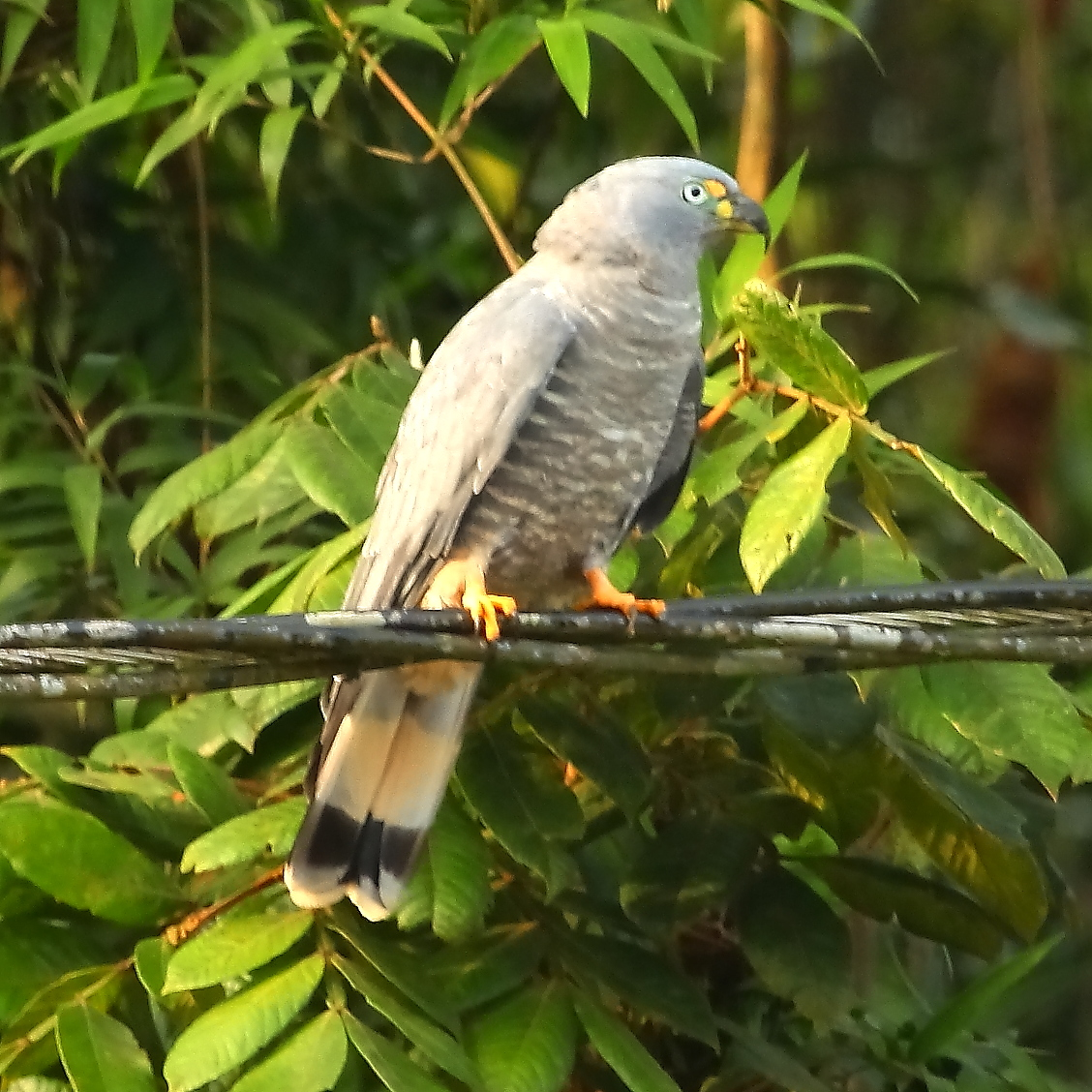
Milà becganxut (Chondrohierax uncinatus)
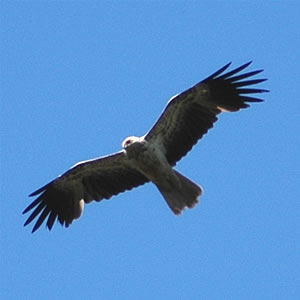
Milà xiulador (Haliastur sphenurus)
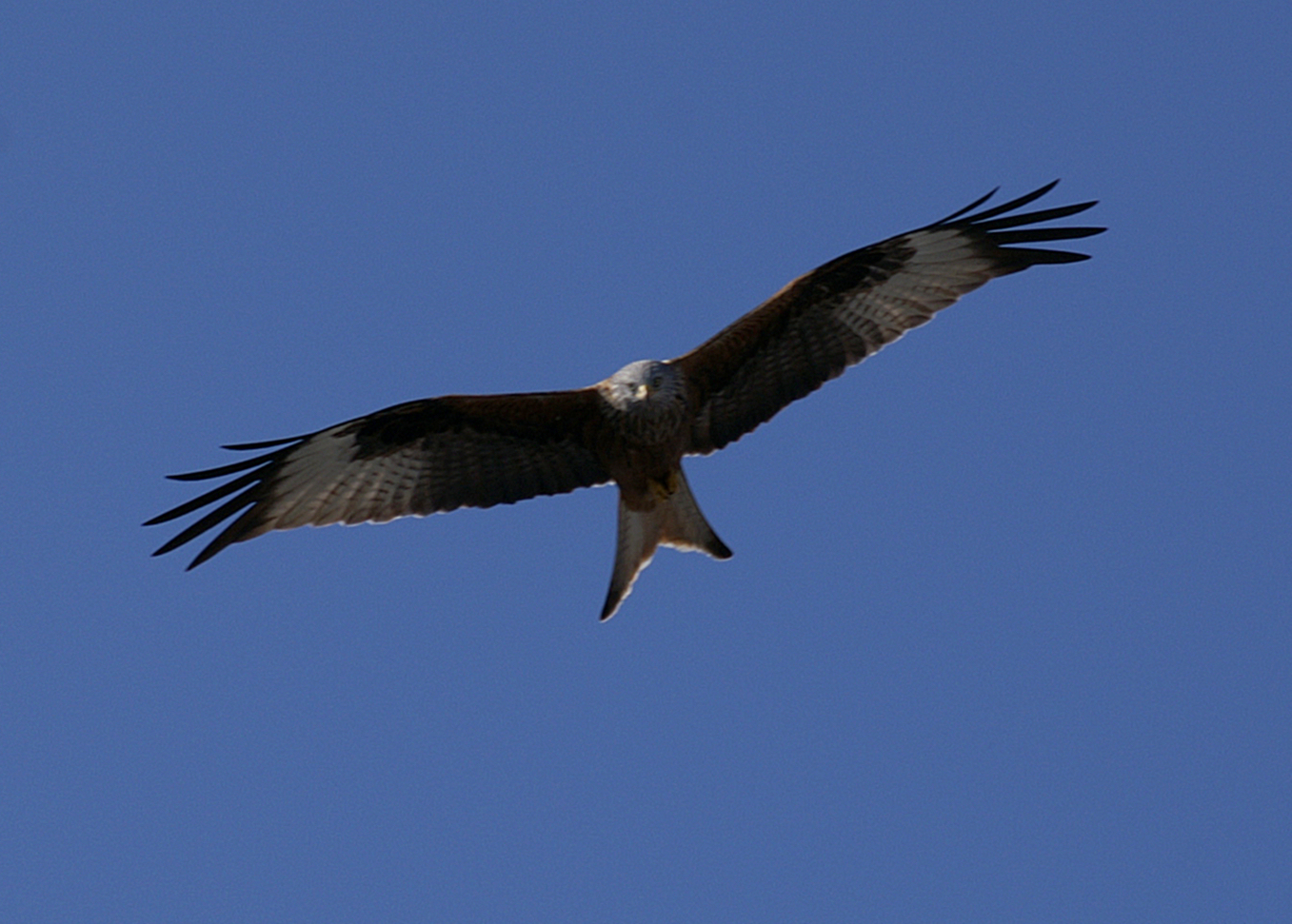
Un altre imatge del milà reial planant
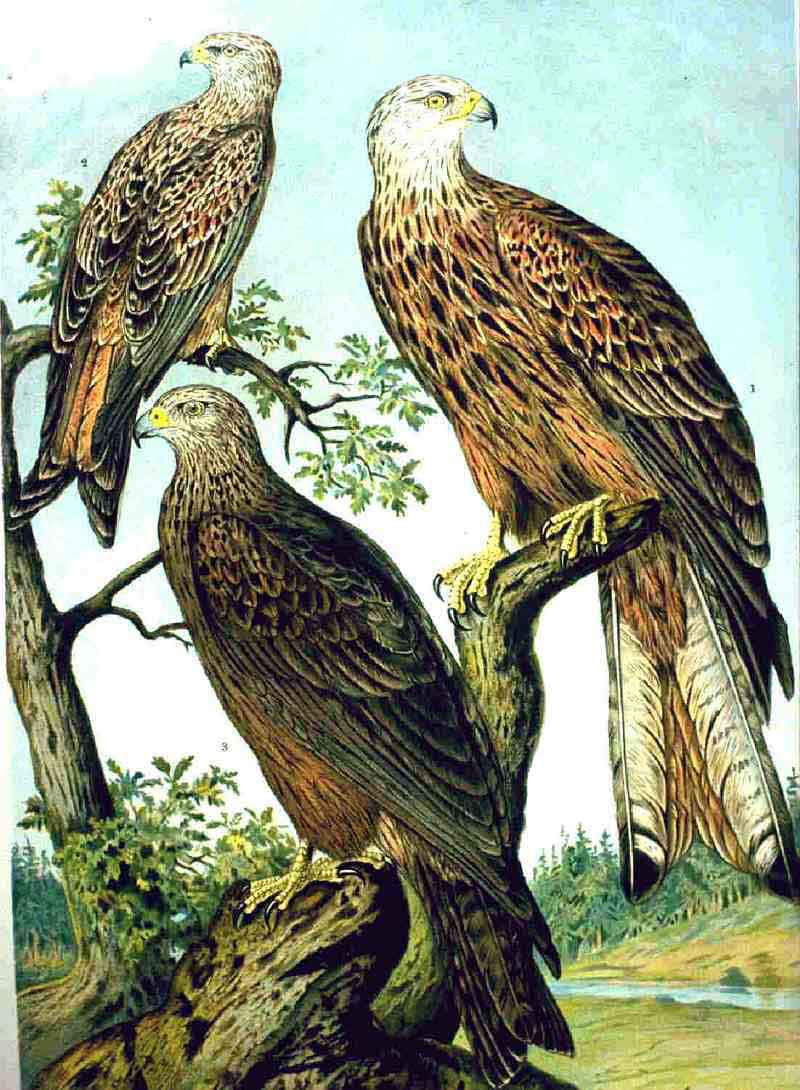
A dalt, milà reial, a sota milà negre
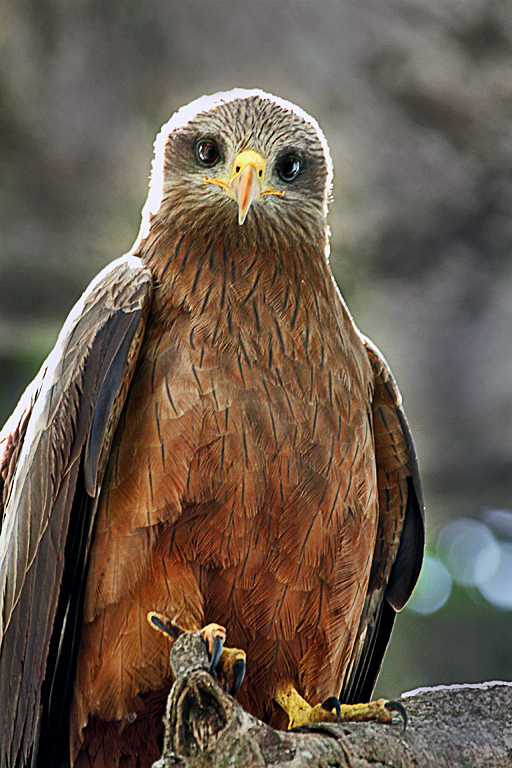
Milà negre (Milvus migrans)